# Lijst van vlaggen van Gambia
Dit is een lijst van vlaggen van Gambia.

## Nationale vlag (perFIAV-codering)
|          | Civiele vlag | Staatsvlag | Oorlogsvlag |
| -------- | ------------ | ---------- | ----------- |
| Te land  | · ?          | · ?        | · ?         |
| Te water | · ?          | · ?        | · ?         |

## Vlaggen van bestuurders
| Vlag | Periode | Functie                              | Beschrijving                                              |
| ---- | ------- | ------------------------------------ | --------------------------------------------------------- |
|      |         | Vlag van de Gambiaanse president.    | Een blauwe vlag met het wapen van Gambia in het midden.   |
|      |         | Vlag van een ambassadeur van Gambia. | De nationale vlag met het wapen van Gambia in het midden. |